# Charbonnières-les-Vieilles

Charbonnières-les-Vieilles este o comună în departamentul Puy-de-Dôme, Franța. În 1 ianuarie 2022 avea o populație de 1.161 de locuitori.